# Петрович, Бошко
Бошко Петрович (серб. Бошко Петровић; 20 апреля 1975) — югославский и сербский футболист.

## Биография
В детстве до 10-летнего возраста занимался баскетболом. После чего пришёл в секцию футбола. Пройдя через все этапы детской школы белградского «Рада» в 1995 году попал в главную команду. Пять лет отыграл на позиции либеро в основном составе. Был капитаном клуба. В январе 2001 года у Петровича были предложения из Турции и Греции, однако он перебрался в Россию, подписав двухлетний контракт с «Аланией». Дебютировал в чемпионате России 10 марта, выйдя в стартовом составе выездного матча против «Сатурна», на 1-й минуте удостоившись жёлтой карточки. Провёл ещё один матч и вскоре покинул команду. Далее играл за «Олимпик» Сараево и «Будучност» Бановичи. В сезоне 2005/2006 выступал за македонский «Силекс». Завершил профессиональную карьеру в клубе «Хабитфарм Явор».